# Henri La Fontaine

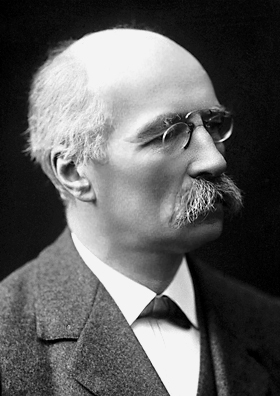
Henri La Fontaine

Henri La Fontaine (22.4.1854 – 14.5.1943), là luật sư người Bỉ và là chủ tịch của Phòng Hòa bình Quốc tế (International Peace Bureau) từ năm 1907 tới 1943. Ông đã được trao Giải Nobel Hòa bình năm 1913.

## Tiểu sử
La Fontaine sinh ngày 22.4.1854 tại Bruxelles, trong một gia đình tư sản. Ông học luật học ở Đại học tự do Bruxelles (nay chia thành 2 trường Université Libre de Bruxelles và Vrije Universiteit Brussel).
Ông gia nhập đoàn luật sư Bỉ năm 1877 và nổi tiếng là một người có thẩm quyền về Luật quốc tế. Năm 1893, ông làm giáo sư môn luật quốc tế ở Đại học tự do Bruxelles.

## Sự nghiệp
Năm 1895 ông được bầu vào thượng nghị viện Bỉ, nhân danh đảng Xã hội. Từ năm 1919 tới 1932, ông là Phó chủ tịch Thượng nghị viện Bỉ.
La Fontaine đã sớm quan tâm tới Phòng Hòa Bình Quốc tế - thành lập năm 1882 - và đã có ảnh hưởng tới những nỗ lực của Phòng để mang lại các Hội nghị Hòa bình Den Haag năm 1899 và 1907. Ông là thành viên của phái đoàn Bỉ tham dự Hội nghị Hòa bình Paris vào năm 1919 và Hôi nghị Hội Quốc Liên (1920-1921). Trong các nỗ lực khác để thúc đẩy hòa bình thế giới, ông thành lập "Trung tâm Trí tuệ thế giới" (Centre Intellectuel Mondial, sau này sáp nhập vào "Viện Hợp tác trí tuệ của Hội Quốc Liên") và đề xuất các tổ chức này như là một trường học và đại học trên thế giới, một nghị viện thế giới, và một tòa án công lý quốc tế.
Cùng với Paul Otlet (1868-1944),ông là đồng tác giả của tác phẩm "Essai de bibliographie de la Paix" (1890), dự án Mundaneum (Hệ thống phân loại thập phân sách xuất bản), sáng lập ra "Viện Thư mục Quốc tế" (Institut International de Bibliographie, sau này trở thành Liên đoàn Quốc tế Thông tin và Tài liệu).
Ngoài ra, ông cũng là tác giả của nhiều sổ tay pháp luật và một tài liệu lịch sử về trọng tài quốc tế. Ông cũng là người sáng lập tạp chí "La Vie Internationale". Năm 1916, ông xuất bản tác phẩm "The great solution: magnissima charta", trong đó ông đưa ra ý tưởng về một Tổ chức quốc tế lao động trí óc.
Henri La Fontaine là hội viên Hội Tam điểm, thuộc chi hội Les Amis Philanthropes ở Bruxelles.
Ông từ trần ngày 14.5.1943.